# Senta (Flygande holländaren)
Senta är en kvinnlig huvudroll i operan Den flygande holländaren av Richard Wagner.
Senta är en visionär norsk sjökaptensdotter. Rollen sjungs av en sopran.